# Brussels Cycling Classic
Brussels Cycling Classic (tidligere Paris-Bruxelles) er et af de ældste eksisterende endagsløb i cykelsporten og regnes som en semi-klassiker.
Frem til 1966 var det et af de vigtigste forårsklassikere, men på grund af konkurrence fra hollandske cykelløb, blandt andet Amstel Gold Race, og øgende trafikproblemer mellem Paris og Bruxelles, blev der efter en seks år lang pause genoptaget i september i 1973. 
Løbet er blevet kortere i løbet af årene: I begyndelsen var det over 400 km langt, i 1987 blev det kortet med til omkring 300 km og køres i dag over ca. 220 km. Starten foregår ikke længere i Paris, men i Soissons 85 km nordøst for byen.
I 2013 blev navnet ændret til Brussels Cycling Classic, og løbet begrænset til Belgiens grænser.

## Vindere
| År                                            | Vinder                 | Toer                       | Treer                      |
| --------------------------------------------- | ---------------------- | -------------------------- | -------------------------- |
| Paris-Bruxelles                               |                        |                            |                            |
| 1893                                          | André Henry            | Charles Delbecque          | Fernand Augenault          |
| 1894-1905 ikke arrangeret                     |                        |                            |                            |
| 1906                                          | Albert Dupont          | Jean Patou                 | Guillaume Coeckelberg      |
| 1907                                          | Gustave Garrigou       | Charles Crupelandt         | Robert Wancour             |
| 1908                                          | Lucien Petit-Breton    | Cyrille Van Hauwaert       | Louis Trousselier          |
| 1909                                          | François Faber         | Gustave Garrigou           | Eugène Christophe          |
| 1910                                          | Maurice Brocco         | Octave Lapize              | Cyrille Van Hauwaert       |
| 1911                                          | Octave Lapize          | François Faber             | Charles Crupelandt         |
| 1912                                          | Octave Lapize          | Louis Luguet               | Oscar Egg                  |
| 1913                                          | Octave Lapize          | Cyrille Van Hauwaert       | Charles Crupelandt         |
| 1914                                          | Louis Mottiat          | Louis Heusghem             | Joseph Van Daele           |
| 1915-1918 ikke arrangeret pga. 1. verdenskrig |                        |                            |                            |
| 1919                                          | Alexis Michiels        | Emile Masson               | Francis Pélissier          |
| 1920                                          | Henri Pélissier        | Louis Mottiat              | René Vermandel             |
| 1921                                          | Robert Reboul          | Arthur Claerhout           | Alfons Van Hecke           |
| 1922                                          | Félix Sellier          | Laurent Seret              | René Vermandel             |
| 1923                                          | Félix Sellier          | Maurice De Waele           | Alfons Van Hecke           |
| 1924                                          | Félix Sellier          | Gerard Debaets             | Marcel Colleu              |
| 1925                                          | Gerard Debaets         | Adelin Benoît              | Nicolas Frantz             |
| 1926                                          | Denis Verschueren      | Joseph Van Dam             | Félix Sellier              |
| 1927                                          | Nicolas Frantz         | Marcel Huot                | Maurice De Waele           |
| 1928                                          | Georges Ronsse         | Nicolas Frantz             | Hubert Opperman            |
| 1929                                          | Pé Verhaegen           | Maurice De Waele           | Nicolas Frantz             |
| 1930                                          | Ernest Mottard         | Jef Demuysere              | Leander Ghyssels           |
| 1931                                          | Jean Aerts             | Frans Bonduel              | Romain Gijssels            |
| 1932                                          | Julien Vervaecke       | Gerard Loncke              | Georges Ronsse             |
| 1933                                          | Albert Barthélémy      | Alfons Ghesquière          | Gerhard Esser              |
| 1934                                          | Frans Bonduel          | Edgard De Caluwé           | Romain Maes                |
| 1935                                          | Edgard De Caluwé       | Louis Hardiquest           | Frans Bonduel              |
| 1936                                          | Eloi Meulenberg        | Frans Bonduel              | Louis Hardiquest           |
| 1937                                          | Albert Beckaert        | Frans Bonduel              | Jules Lowie                |
| 1938                                          | Marcel Kint            | Romain Maes                | Léon Louyet                |
| 1939                                          | Frans Bonduel          | Albert Hendrickx           | Lucien Storme              |
| 1940-1945 ikke arrangeret pga. 2. verdenskrig |                        |                            |                            |
| 1946                                          | Alberic Schotte        | Sylvain Grysolle           | André Declerck             |
| 1947                                          | Ernest Sterckx         | Maurice Desimpelaere       | Alphonse De Vreese         |
| 1948                                          | Lode Poels             | Albert Sercu               | Jean Bogaerts              |
| 1949                                          | Maurice Diot           | Emmanuel Thoma             | Jacques Moujica            |
| 1950                                          | Rik Van Steenbergen    | Guy Lapébie                | Karel De Baere             |
| 1951                                          | Jean Guéguen           | Bernard Gauthier           | Jean Baldassari            |
| 1952                                          | Alberic Schotte        | Marcel Dussault            | Roger De Corte             |
| 1953                                          | Loretto Petrucci       | Alberic Schotte            | Lode Anthonis              |
| 1954                                          | Marcel Hendrickx       | Germain Derycke            | Ferdinand Kübler           |
| 1955                                          | Marcel Hendrickx       | Gilbert Scodeller          | Germain Derycke            |
| 1956                                          | Rik Van Looy           | Bernard Gauthier           | Rik Van Steenbergen        |
| 1957                                          | Leon Van Daele         | Raymond Impanis            | Jean Adriaensens           |
| 1958                                          | Rik Van Looy           | Pino Cerami                | Armand Desmet              |
| 1959                                          | Frans Schoubben        | Willy Vannitsen            | Miguel Poblet              |
| 1960                                          | Pierre Everaert        | André Darrigade            | Jean Graczyk               |
| 1961                                          | Pino Cerami            | Gilbert Desmet             | Frans Schoubben            |
| 1962                                          | Joseph Wouters         | Noël Foré                  | Martin Van Geneugden       |
| 1963                                          | Jean Stablinski        | Tom Simpson                | Peter Post                 |
| 1964                                          | Georges Van Coningsloo | Rik Van Looy               | Benoni Beheyt              |
| 1965                                          | Edward Sels            | Roger Verheyden            | Willy Bocklant             |
| 1966                                          | Felice Gimondi         | Willy Planckaert           | Rik Van Looy               |
| 1967-1972 ikke arrangeret                     |                        |                            |                            |
| 1973                                          | Eddy Merckx            | Frans Verbeeck             | Rik Van Linden             |
| 1974                                          | Marc Demeyer           | Roger De Vlaeminck         | Roger Rosiers              |
| 1975                                          | Freddy Maertens        | Eddy Merckx                | André Dierickx             |
| 1976                                          | Felice Gimondi         | Hennie Kuiper              | Antoine Houbrechts         |
| 1977                                          | Ludo Peeters           | Marc Demeyer               | Bernard Hinault            |
| 1978                                          | Jan Raas               | Gerrie Knetemann           | Jean-Luc Vandenbroucke     |
| 1979                                          | Ludo Peeters           | André Dierickx             | Martin Havik               |
| 1980                                          | Pierino Gavazzi        | Marc Demeyer               | Jean-Philippe Vandenbrande |
| 1981                                          | Roger De Vlaeminck     | Jan Raas                   | Jan Bogaert                |
| 1982                                          | Jacques Hanegraaf      | Pascal Jules               | Johan van der Velde        |
| 1983                                          | Tommy Prim             | Daniel Rossel              | Rolf Hofeditz              |
| 1984                                          | Eric Vanderaerden      | Charly Mottet              | Eric Van Lancker           |
| 1985                                          | Adrie van der Poel     | Jean-Philippe Vandenbrande | Pierino Gavazzi            |
| 1986                                          | Guido Bontempi         | Seán Kelly                 | Johan Capiot               |
| 1987                                          | Wim Arras              | Jozef Lieckens             | Eric Vanderaerden          |
| 1988                                          | Rolf Gölz              | Laurent Fignon             | Marnix Lameire             |
| 1989                                          | Jelle Nijdam           | Carlo Bomans               | Marcel Wüst                |
| 1990                                          | Franco Ballerini       | Michel Dernies             | Danny Neskens              |
| 1991                                          | Brian Holm             | Olaf Ludwig                | Johan Museeuw              |
| 1992                                          | Rolf Sørensen          | Frans Maassen              | Phil Anderson              |
| 1993                                          | Francis Moreau         | Jelle Nijdam               | Johan Museeuw              |
| 1994                                          | Rolf Sørensen          | Franco Ballerini           | Sean Yates                 |
| 1995                                          | Frank Vandenbroucke    | Frank Corvers              | Rolf Sørensen              |
| 1996                                          | Andrea Tafi            | Johan Museeuw              | Michele Bartoli            |
| 1997                                          | Alessandro Bertolini   | Andrei Tchmil              | Andrea Tafi                |
| 1998                                          | Stefano Zanini         | Mirko Celestino            | Michele Bartoli            |
| 1999                                          | Romāns Vainšteins      | Beat Zberg                 | Fabio Baldato              |
| 2000                                          | Max van Heeswijk       | Frank Høj                  | Ludovic Capelle            |
| 2001                                          | Emmanuel Magnien       | Niko Eeckhout              | Romāns Vainšteins          |
| 2002                                          | Robbie McEwen          | Olaf Pollack               | Jans Koerts                |
| 2003                                          | Kim Kirchen            | László Bodrogi             | Maryan Hary                |
| 2004                                          | Nick Nuyens            | Philippe Gilbert           | Allan Johansen             |
| 2005                                          | Robbie McEwen          | Stefan van Dijk            | Jean-Patrick Nazon         |
| 2006                                          | Robbie McEwen          | Tom Boonen                 | Steven de Jongh            |
| 2007                                          | Robbie McEwen          | Jeremy Hunt                | Honorio Machado            |
| 2008                                          | Robbie McEwen          | Gert Steegmans             | Luca Paolini               |
| 2009                                          | Matthew Goss           | Allan Davis                | Kristof Goddaert           |
| 2010                                          | Francisco Ventoso      | Romain Feillu              | Stefan van Dijk            |
| 2011                                          | Denis Galimsjanov      | Jawhen Hutarovitj          | Anthony Ravard             |
| 2012                                          | Tom Boonen             | Mark Renshaw               | Óscar Freire               |
| Brussels Cycling Classic                      |                        |                            |                            |
| 2013                                          | André Greipel          | John Degenkolb             | Nacer Bouhanni             |
| 2014                                          | André Greipel          | Elia Viviani               | Arnaud Démare              |
| 2015                                          | Dylan Groenewegen      | Roy Jans                   | Tom Boonen                 |
| 2016                                          | Tom Boonen             | Arnaud Démare              | Nacer Bouhanni             |
| 2017                                          | Arnaud Démare          | Marko Kump                 | André Greipel              |
| 2018                                          | Pascal Ackermann       | Jasper Stuyven             | Thomas Boudat              |
| 2019                                          | Caleb Ewan             | Pascal Ackermann           | Jasper Philipsen           |
| 2020                                          | Tim Merlier            | Davide Ballerini           | Nacer Bouhanni             |
| 2021                                          | Remco Evenepoel        | Aimé De Gendt              | Tosh Van der Sande         |
| 2022                                          | Taco van der Hoorn     | Thimo Willems              | Tobias Bayer               |
| 2023                                          | Arnaud Démare          | Tobias Lund Andresen       | Jordi Meeus                |
| 2024                                          | Jonas Abrahamsen       | Biniam Girmay              | Kaden Groves               |